# Porfirio Villarosa/Niente visone
Porfirio Villarosa/Niente visone è un singolo di Fred Buscaglione e i suoi Asternovas, pubblicato nel 1955 ed inserito nel primo album Fred Buscaglione e i suoi Asternovas.

## Tracce
Testi di Chiosso, musiche di Buscaglione.
Lato A
1. Porfirio Villarosa

Il personaggio della canzone è una parodia di Porfirio Rubirosa, avventuriero dominicano famoso per le sue conquiste e i divorzi milionari.
Lato B
1. Niente visone